# シュウ酸ジフェニル
シュウ酸ジフェニル（しゅうさんジフェニル、diphenyl oxalate）は、シュウ酸にフェニル基が2つ結合した構造を持つ有機化合物である。ジエステルの一種。シュウ酸ジフェニルまたはその誘導体は、ケミカルライト（冷光）などの化学発光に使われる有名な化合物群である。

## 合成
シュウ酸ジメチルにフェノールを加えて加熱すると、エステル交換反応が起こりシュウ酸ジフェニルが生成する。通常はルイス酸などの触媒を加える。
H
3COOC–COOCH
3 + 2 C
6H
5OH  →  C
6H
5OOC–COOC
6H
5 + 2 CH
3OH

## 化学発光の機構
シュウ酸ジフェニルと蛍光色素 (dye) との混合物に過酸化水素（濃度約35%）が混ざると、シュウ酸ジフェニルが過酸化水素で酸化されながら分解し、2分子のフェノールと1分子の過シュウ酸エステル (ROOC-COOOH) が生じる。過シュウ酸エステルはさらに酸化を受けて 1,2-ジオキセタンジオン（図の四員環化合物）となる。1,2-ジオキセタンジオンは自発的に分解して2分子の二酸化炭素に変わるが、このときに蛍光色素にエネルギーを与えて励起させる。励起された蛍光色素はエネルギーを光 (hν) として放出しながら基底状態に戻る。この光の波長、すなわち目に見える色は蛍光色素の分子構造に依存する。例えば 9,10-ジフェニルアントラセンを添加しておくと青い光が、ルブレンを添加しておくと橙色の光が観測される。